# エドックス
エドックス（Edox）はスイスの高級時計メーカー。

## 概要
エドックスは1884年に設立。現在はMontres Edox et Vista SAのブランドである。クリスチャン・リュフリ＝フルーリーが妻の25歳の誕生日にフルーリー自らがデザインされた懐中時計が始まりとされている。
またエドックスはエクストリーム・セーリングシリーズ、ダカール・ラリー、世界カーリング連盟（WCF）の公式計時や、クリスチャン・レデル、ミレイア・ベルモンテのスポンサーとしても支援している。